# Kanton Causses-Rougiers
Causses-Rougiers is een kanton van het Franse departement Aveyron. Het is op 22 maart 2015 gevormd, bij toepassing van het decreet van 21 februari 2014, door de samenvoeging van de kantons Belmont-sur-Rance, Camarès, Cornus en Saint-Sernin-sur-Rance en van het kanton Nant de gemeenten La Cavalerie, La Couvertoirade, L'Hospitalet-du-Larzac en Sauclières. La Cavalerie werd de hoofdplaats van het nieuwe kanton dat deel uitmaakt van het arrondissement Millau.

## Gemeenten
Het kanton Causses-Rougiers omvat de volgende gemeenten:
- Arnac-sur-Dourdou
- Balaguier-sur-Rance
- La Bastide-Solages
- Belmont-sur-Rance
- Brasc
- Brusque
- Camarès
- La Cavalerie
- Le Clapier
- Combret
- Cornus
- Coupiac
- La Couvertoirade
- Fayet
- Fondamente
- Gissac
- L'Hospitalet-du-Larzac
- Lapanouse-de-Cernon
- Laval-Roquecezière
- Marnhagues-et-Latour
- Martrin
- Mélagues
- Montagnol
- Montclar
- Montfranc
- Montlaur
- Mounes-Prohencoux
- Murasson
- Peux-et-Couffouleux
- Plaisance
- Pousthomy
- Rebourguil
- Saint-Beaulize
- Saint-Jean-et-Saint-Paul
- Saint-Juéry
- Saint-Sernin-sur-Rance
- Saint-Sever-du-Moustier
- Sainte-Eulalie-de-Cernon
- Sauclières
- La Serre
- Sylvanès
- Tauriac-de-Camarès
- Viala-du-Pas-de-Jaux